# Llista de topònims de Godall
Llista de topònims (noms propis de lloc) del municipi de Godall, al Montsià
Informació actualitzada per un bot. Els canvis manuals es perdran quan s'actualitzi!

## cabana
| imatge | Nom                              | Ubicat a | instància de | Detalls                     | coordenades                                                          | Protecció                                  | Commons (més fotos) | Dades a WD                    |
| ------ | -------------------------------- | -------- | ------------ | --------------------------- | -------------------------------------------------------------------- | ------------------------------------------ | ------------------- | ----------------------------- |
|        | Barracó per caçar al filat       | Godall   | cabana       | Estil: arquitectura popular |                                                                      | bé integrant del patrimoni cultural català |                     | Modifica les dades a Wikidata |
|        | Caseta de camp                   | Godall   | cabana       | Estil: arquitectura popular |                                                                      | bé integrant del patrimoni cultural català |                     | Modifica les dades a Wikidata |
|        | corral de Carlets                | Godall   | cabana       |                             | 40° 40′ 33″ N, 0° 27′ 57″ E / 40.6757346872673°N,0.46575072963962°E  |                                            |                     | Modifica les dades a Wikidata |
|        | corral de la Font de Cap d'Àsens | Godall   | cabana       |                             | 40° 38′ 22″ N, 0° 28′ 27″ E / 40.6394543709972°N,0.474041423363274°E |                                            |                     | Modifica les dades a Wikidata |
|        | corral de la Font de la Serra    | Godall   | cabana       |                             | 40° 39′ 50″ N, 0° 29′ 30″ E / 40.664007776064°N,0.491756905696035°E  |                                            |                     | Modifica les dades a Wikidata |

## cementiri
| imatge | Nom                       | Ubicat a | instància de | Detalls                     | coordenades                                                          | Protecció                                  | Commons (més fotos) | Dades a WD                    |
| ------ | ------------------------- | -------- | ------------ | --------------------------- | -------------------------------------------------------------------- | ------------------------------------------ | ------------------- | ----------------------------- |
|        | Antic Cementiri de Godall | Godall   | cementiri    | Estil: arquitectura popular | 40° 39′ 39″ N, 0° 27′ 56″ E / 40.660948°N,0.46561°E                  | bé integrant del patrimoni cultural català |                     | Modifica les dades a Wikidata |
|        | cementiri de Godall       | Godall   | cementiri    |                             | 40° 39′ 33″ N, 0° 27′ 11″ E / 40.6591145687462°N,0.453002875986684°E |                                            |                     | Modifica les dades a Wikidata |

## cova
| imatge | Nom             | Ubicat a | instància de | Detalls | coordenades                                                          | Protecció | Commons (més fotos) | Dades a WD                    |
| ------ | --------------- | -------- | ------------ | ------- | -------------------------------------------------------------------- | --------- | ------------------- | ----------------------------- |
|        | cova d'en Panís | Godall   | cova         |         | 40° 37′ 48″ N, 0° 27′ 07″ E / 40.630070291935°N,0.451991183560893°E  |           |                     | Modifica les dades a Wikidata |
|        | cova de la Sal  | Godall   | cova         |         | 40° 39′ 17″ N, 0° 28′ 48″ E / 40.6546784519425°N,0.479877284820697°E |           |                     | Modifica les dades a Wikidata |
|        | cova de la Vila | Godall   | cova         |         | 40° 38′ 49″ N, 0° 28′ 23″ E / 40.6468103868472°N,0.473078029393535°E |           |                     | Modifica les dades a Wikidata |

## curs d'aigua
| imatge | Nom                   | Ubicat a                                                       | instància de | Detalls         | coordenades                                                                                               | Protecció | Commons (més fotos)   | Dades a WD                    |
| ------ | --------------------- | -------------------------------------------------------------- | ------------ | --------------- | --- | --------- | --------------------- | ----------------------------- |
|        | Barranc de la Caldera | Godall                                                         | curs d'aigua | Llarg: 5km      | 40° 39′ 03″ N, 0° 28′ 45″ E / 40.650885°N,0.479195°E 40° 40′ 07″ N, 0° 27′ 24″ E / 40.668691°N,0.456746°E |           | Barranc de la Caldera | Modifica les dades a Wikidata |
|        | barranc de la Galera  | Roquetes Mas de Barberans la Galera Godall Masdenverge Tortosa | curs d'aigua | Desemboca: Ebre | 40° 46′ 20″ N, 0° 17′ 18″ E / 40.772219°N,0.288423°E 40° 45′ 17″ N, 0° 32′ 41″ E / 40.754681°N,0.544711°E |           |                       | Modifica les dades a Wikidata |

## font
| imatge | Nom                 | Ubicat a | instància de | Detalls | coordenades                                                                                              | Protecció | Commons (més fotos) | Dades a WD                    |
| ------ | ------------------- | -------- | ------------ | ------- | --- | --------- | ------------------- | ----------------------------- |
|        | font de Cap d'Àsens | Godall   | font         |         | 40° 38′ 35″ N, 0° 28′ 23″ E / 40.6429814993944°N,0.4730451488777°E                                       |           |                     | Modifica les dades a Wikidata |
|        | font de l'Arboç     | Godall   | font         |         | 40° 40′ 08″ N, 0° 28′ 37″ E / 40.6688926180955°N,0.477011483403424°E ca:Camí que surt del Cementiri Vell |           |                     | Modifica les dades a Wikidata |
|        | font de la Serra    | Godall   | font         |         | 40° 39′ 51″ N, 0° 29′ 27″ E / 40.6642963075458°N,0.490941728921722°E                                     |           |                     | Modifica les dades a Wikidata |

## granja
| imatge | Nom                  | Ubicat a | instància de | Detalls | coordenades                                                          | Protecció | Commons (més fotos) | Dades a WD                    |
| ------ | -------------------- | -------- | ------------ | ------- | -------------------------------------------------------------------- | --------- | ------------------- | ----------------------------- |
|        | Granges Curto        | Godall   | granja       |         | 40° 41′ 17″ N, 0° 30′ 42″ E / 40.6880756939179°N,0.511727692586812°E |           |                     | Modifica les dades a Wikidata |
|        | Granges de la Gralla | Godall   | granja       |         | 40° 39′ 46″ N, 0° 28′ 28″ E / 40.662863305373°N,0.47445733180041°E   |           |                     | Modifica les dades a Wikidata |
|        | Granges del Claro    | Godall   | granja       |         | 40° 38′ 55″ N, 0° 26′ 03″ E / 40.6484849850468°N,0.43426106318338°E  |           |                     | Modifica les dades a Wikidata |
|        | Granges del Polit    | Godall   | granja       |         | 40° 39′ 27″ N, 0° 27′ 13″ E / 40.657589155096°N,0.453675963989593°E  |           |                     | Modifica les dades a Wikidata |
|        | Granja Ventura       | Godall   | granja       |         | 40° 39′ 19″ N, 0° 26′ 28″ E / 40.6553236363421°N,0.441248987928531°E |           |                     | Modifica les dades a Wikidata |
|        | Granja de Moquilla   | Godall   | granja       |         | 40° 40′ 23″ N, 0° 27′ 05″ E / 40.6731819548059°N,0.451272434968318°E |           |                     | Modifica les dades a Wikidata |

## masia
| imatge | Nom                                     | Ubicat a | instància de | Detalls                     | coordenades                                                                      | Protecció                                  | Commons (més fotos) | Dades a WD                    |
| ------ | --------------------------------------- | -------- | ------------ | --------------------------- | -------------------------------------------------------------------------------- | ------------------------------------------ | ------------------- | ----------------------------- |
|        | Casa del Camí del Port                  | Godall   | masia        |                             | 40° 40′ 15″ N, 0° 25′ 37″ E / 40.670818521891°N,0.42683773609812°E               |                                            |                     | Modifica les dades a Wikidata |
|        | Caseta d'Alejandro de Santa Bàrbara     | Godall   | masia        |                             | 40° 40′ 25″ N, 0° 24′ 38″ E / 40.6735794439662°N,0.410466075112595°E             |                                            |                     | Modifica les dades a Wikidata |
|        | Caseta d'Arnau                          | Godall   | masia        |                             | 40° 43′ 26″ N, 0° 25′ 44″ E / 40.7238111383612°N,0.428894317126677°E             |                                            |                     | Modifica les dades a Wikidata |
|        | Caseta de Jaques                        | Godall   | masia        |                             | 40° 40′ 38″ N, 0° 25′ 02″ E / 40.6770920590426°N,0.417286698640482°E             |                                            |                     | Modifica les dades a Wikidata |
|        | Caseta de Simeon                        | Godall   | masia        |                             | 40° 40′ 44″ N, 0° 24′ 03″ E / 40.6789854281302°N,0.400921842332454°E             |                                            |                     | Modifica les dades a Wikidata |
|        | Caseta de Valerian                      | Godall   | masia        |                             | 40° 40′ 30″ N, 0° 24′ 30″ E / 40.6749631286025°N,0.408306654841321°E             |                                            |                     | Modifica les dades a Wikidata |
|        | Caseta de l'Àgueda                      | Godall   | masia        |                             | 40° 40′ 41″ N, 0° 24′ 13″ E / 40.6779383755332°N,0.403624539578173°E             |                                            |                     | Modifica les dades a Wikidata |
|        | Caseta de la Plana de l'Erm de Villalbí | Godall   | masia        |                             | 40° 40′ 24″ N, 0° 24′ 52″ E / 40.6733336704743°N,0.414367768386115°E             |                                            |                     | Modifica les dades a Wikidata |
|        | Caseta del Racú                         | Godall   | masia        |                             | 40° 40′ 35″ N, 0° 24′ 46″ E / 40.6763672762544°N,0.41267698642419°E              |                                            |                     | Modifica les dades a Wikidata |
|        | Caseta del Ros                          | Godall   | masia        |                             | 40° 40′ 28″ N, 0° 24′ 18″ E / 40.6743500999245°N,0.405077021045608°E             |                                            |                     | Modifica les dades a Wikidata |
|        | Finca Castelló                          | Godall   | masia        |                             | 40° 41′ 56″ N, 0° 30′ 48″ E / 40.69883639297°N,0.5133368236207°E                 |                                            |                     | Modifica les dades a Wikidata |
|        | Mas Patrícia                            | Godall   | masia        | Estil: arquitectura popular | 40° 39′ 24″ N, 0° 26′ 20″ E / 40.656677°N,0.438788°E                             | bé integrant del patrimoni cultural català |                     | Modifica les dades a Wikidata |
|        | Mas de Mosquit                          | Godall   | masia        |                             | 40° 41′ 36″ N, 0° 30′ 17″ E / 40.6933580231727°N,0.504821183754787°E             |                                            |                     | Modifica les dades a Wikidata |
|        | Mas de Patorrat                         | Godall   | masia        |                             | 40° 37′ 40″ N, 0° 26′ 49″ E / 40.6277983335686°N,0.447005814780202°E             |                                            |                     | Modifica les dades a Wikidata |
|        | Mas de Patrici                          | Godall   | masia        |                             | 40° 39′ 22″ N, 0° 26′ 15″ E / 40.6561798982364°N,0.437620744761504°E             |                                            |                     | Modifica les dades a Wikidata |
|        | Mas del Claro                           | Godall   | masia        |                             | 40° 38′ 08″ N, 0° 27′ 08″ E / 40.6355698733969°N,0.452219457217137°E             |                                            |                     | Modifica les dades a Wikidata |
|        | Masia de Madureta                       | Godall   | masia        |                             | 40° 40′ 06″ N, 0° 25′ 36″ E / 40.668426307075°N,0.426528869583842°E              |                                            |                     | Modifica les dades a Wikidata |
|        | Merades                                 | Godall   | masia        | Estil: arquitectura popular | 40° 38′ 22″ N, 0° 26′ 27″ E / 40.63944444°N,0.44083333°E                         | bé integrant del patrimoni cultural català | Merades             | Modifica les dades a Wikidata |
|        | casa de Joan Bofill                     | Godall   | masia molí   | Estil: noucentisme 1925     | 40° 39′ 17″ N, 0° 28′ 09″ E / 40.6548°N,0.469237°E ca:Carrer de Gual Villalbí 16 | bé integrant del patrimoni cultural català |                     | Modifica les dades a Wikidata |

## muntanya
| imatge | Nom                 | Ubicat a         | instància de | Detalls | coordenades                                                       | Protecció | Commons (més fotos)          | Dades a WD                    |
| ------ | ------------------- | ---------------- | ------------ | ------- | ----------------------------------------------------------------- | --------- | ---------------------------- | ----------------------------- |
|        | Coll de Vilallarga  | Godall           | muntanya     |         | 40° 39′ 14″ N, 0° 27′ 31″ E / 40.6538°N,0.458733°E 285 msnm       |           | Coll de Vilallarga           | Modifica les dades a Wikidata |
|        | Coll de l'Arboç     | Godall           | muntanya     |         | 40° 39′ 54″ N, 0° 28′ 38″ E / 40.6649°N,0.477261°E 269 msnm       |           | Coll de l'Arboç              | Modifica les dades a Wikidata |
|        | Coll de l'Aubaga    | Godall           | muntanya     |         | 40° 38′ 46″ N, 0° 27′ 56″ E / 40.6462°N,0.46545°E 287 msnm        |           | Coll de l'Aubaga             | Modifica les dades a Wikidata |
|        | Coll de les Obagues | Godall           | muntanya     |         | 40° 38′ 40″ N, 0° 27′ 45″ E / 40.644331°N,0.462487°E 246 msnm     |           | Coll de les Obagues (Godall) | Modifica les dades a Wikidata |
|        | Mola de Godall      | Godall           | muntanya     |         | 40° 39′ 03″ N, 0° 29′ 02″ E / 40.6507°N,0.483784°E 398 msnm       |           | Mola de Godall               | Modifica les dades a Wikidata |
|        | Tossal Redó         | Ulldecona Godall | muntanya     |         | 40° 37′ 32″ N, 0° 27′ 09″ E / 40.6256°N,0.452416°E 356.3 msnm     |           |                              | Modifica les dades a Wikidata |
|        | Vilaestret          | Godall           | muntanya     |         | 40° 39′ 35″ N, 0° 28′ 14″ E / 40.65971389°N,0.47068333°E 229 msnm |           | Vilaestret                   | Modifica les dades a Wikidata |
|        | el Castellot        | Godall           | muntanya     |         | 40° 38′ 13″ N, 0° 27′ 13″ E / 40.6369°N,0.453622°E 297 msnm       |           | El Castellot (Godall)        | Modifica les dades a Wikidata |
|        | la Solsida          | Godall           | muntanya     |         | 40° 38′ 56″ N, 0° 28′ 18″ E / 40.6488°N,0.471731°E 290.6 msnm     |           |                              | Modifica les dades a Wikidata |

## pou
| imatge | Nom             | Ubicat a | instància de | Detalls                     | coordenades                                                            | Protecció                                  | Commons (més fotos)      | Dades a WD                    |
| ------ | --------------- | -------- | ------------ | --------------------------- | ---------------------------------------------------------------------- | ------------------------------------------ | ------------------------ | ----------------------------- |
|        | Pou Bo          | Godall   | pou          | Estil: arquitectura popular | 40° 39′ 17″ N, 0° 28′ 09″ E / 40.654611°N,0.469198°E ca:Pl. del Pou Bo | bé cultural d'interès local                |                          | Modifica les dades a Wikidata |
|        | Pou de Sant Roc | Godall   | pou          | Estil: arquitectura popular | 40° 39′ 21″ N, 0° 28′ 16″ E / 40.6557°N,0.471193°E ca:C. Sant Roc      | bé integrant del patrimoni cultural català | Pou de Sant Roc (Godall) | Modifica les dades a Wikidata |

## Misc
| imatge | Nom                              | Ubicat a                   | instància de                                                          | Detalls                                  | coordenades                                                                                          | Protecció                                  | Commons (més fotos) | Dades a WD                    |
| ------ | -------------------------------- | -------------------------- | --------------------------------------------------------------------- | ---------------------------------------- | --- | ------------------------------------------ | ------------------- | ----------------------------- |
|        | Aixopluc barraca de pedra en sec | Godall                     | barraca de vinya                                                      | Estil: arquitectura popular              | 40° 38′ 40″ N, 0° 28′ 50″ E / 40.644361°N,0.480472°E                                                 | bé integrant del patrimoni cultural català |                     | Modifica les dades a Wikidata |
|        | Antiga pedrera de marbre         | Godall                     | pedrera                                                               |                                          | 40° 38′ 30″ N, 0° 27′ 34″ E / 40.6416530319511°N,0.459307566928809°E                                 |                                            |                     | Modifica les dades a Wikidata |
|        | Casa Madura                      | Godall                     | casa                                                                  | Estil: noucentisme                       | 40° 39′ 21″ N, 0° 28′ 14″ E / 40.6558°N,0.47068°E                                                    | bé integrant del patrimoni cultural català |                     | Modifica les dades a Wikidata |
|        | El Pantà                         | Godall                     | abeurador                                                             | Estil: arquitectura popular              | 40° 39′ 33″ N, 0° 27′ 56″ E / 40.659198°N,0.465574°E                                                 | bé integrant del patrimoni cultural català |                     | Modifica les dades a Wikidata |
|        | Forn lo Rejolar                  | Godall                     | teuleria                                                              | Estil: arquitectura popular              | 40° 39′ 22″ N, 0° 28′ 18″ E / 40.655974°N,0.471641°E                                                 | bé integrant del patrimoni cultural català |                     | Modifica les dades a Wikidata |
|        | Godall                           | Godall                     | entitat singular de població capital municipal                        | 621 hab                                  | 40° 39′ 19″ N, 0° 28′ 07″ E / 40.655277777778°N,0.46861111111111°E ca:Crtra. TV-3313. Km 10 168 msnm |                                            |                     | Modifica les dades a Wikidata |
|        | Muela                            | Godall                     | vèrtex geodèsic                                                       | Alt: 1.2m                                | 40° 39′ 03″ N, 0° 29′ 02″ E / 40.650697°N,0.483762°E 400.304 msnm                                    |                                            |                     | Modifica les dades a Wikidata |
|        | Sant Salvador de Godall          | Godall                     | església                                                              |                                          | 40° 39′ 20″ N, 0° 28′ 07″ E / 40.6556°N,0.46868°E                                                    | bé cultural d'interès local                |                     | Modifica les dades a Wikidata |
|        | Serra de Godall                  | Godall Ulldecona Freginals | espai d'interès natural àrea protegida Pla d'Espais d'Interès Natural | 1992 Llarg: 11.2km Superfície: 1784216ha | 40° 38′ 11″ N, 0° 28′ 19″ E / 40.63652222°N,0.47196944°E 397.6 msnm                                  |                                            | Serra de Godall     | Modifica les dades a Wikidata |
|        | Serra de la Galera               | Godall                     | serra                                                                 |                                          | 40° 40′ 41″ N, 0° 29′ 51″ E / 40.67801389°N,0.49738889°E 220 msnm                                    |                                            | Serra de la Galera  | Modifica les dades a Wikidata |
|        | carrer de la Taleca              | Godall                     | carrer                                                                | Estil: arquitectura popular              | 40° 39′ 22″ N, 0° 28′ 11″ E / 40.6561°N,0.469702°E ca:Taleca                                         | bé integrant del patrimoni cultural català |                     | Modifica les dades a Wikidata |
|        | casa consistorial de Godall      | Godall                     | casa consistorial                                                     |                                          | 40° 39′ 20″ N, 0° 28′ 07″ E / 40.6555673°N,0.4685151°E                                               |                                            |                     | Modifica les dades a Wikidata |
|        | centre històric de Godall        | Godall                     | centre històric                                                       |                                          | 40° 39′ 20″ N, 0° 28′ 07″ E / 40.6555°N,0.468686°E                                                   | bé cultural d'interès local                |                     | Modifica les dades a Wikidata |